# Fortaleza de Humaitá

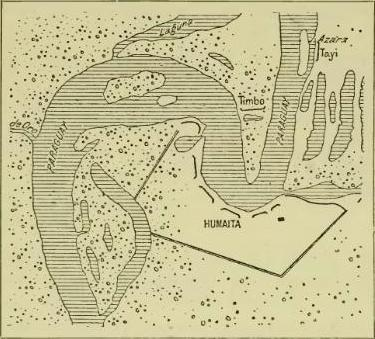
Posición de la Fortaleza de Humaitá.

La Fortaleza de Humaitá fue un complejo militar paraguayo ubicado en la margen izquierda del río Paraguay, a unos 215 km al sur de Asunción, en el actual Departamento de Ñeembucú. Fue el principal bastión defensivo del país durante la guerra de la Triple Alianza (1864-1870), diseñado para bloquear el avance de las fuerzas aliadas por vía fluvial hacia la capital.
Su importancia estratégica radicaba en su ubicación geográfica clave y en la combinación de fortificaciones terrestres y barreras fluviales. Estaba equipada con más de 100 cañones, minas acuáticas, cadenas de hierro cruzadas sobre el río y trincheras extensas, lo que convirtió a Humaitá en una de las fortificaciones más formidables de América del Sur en el siglo XIX. Durante varios años, resistió con éxito los ataques aliados, retrasando su avance.
Humaitá no solo era un obstáculo militar, sino también un símbolo del esfuerzo paraguayo por sostener su soberanía ante una coalición regional. Su caída en 1868 marcó un punto de inflexión en la guerra, abriendo el camino hacia la ocupación del territorio paraguayo y el posterior colapso de sus defensas centrales.

## Historia
El sistema defensivo de Humaitá fue iniciado por Carlos Antonio López (1790-1862) que, entre otras innovaciones, implantó el servicio militar obligatorio en el país.
Símbolo del poderío militar de su hijo y sucesor, Francisco Solano López (1827-1870). El Tratado Secreto de la Triple Alianza, entre la Argentina, Brasil y Uruguay (1 de mayo de 1865), entre otras disposiciones, establecía:

1°) Que en cumplimiento del Tratado de Alianza de esta fecha, las fortificaciones de Humaitá serán demolidas, y no será permitido erigir otras de igual naturaleza, que puedan impedir la fiel ejecución de dicho Tratado.

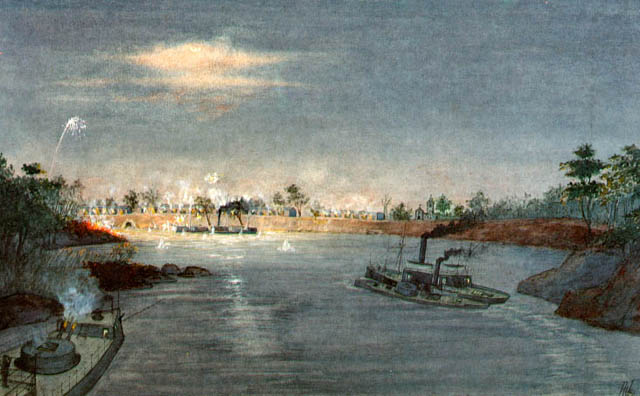
Pasaje de Humaitá (1868): acuarela del almirante Trajano Augusto de Carvalho.

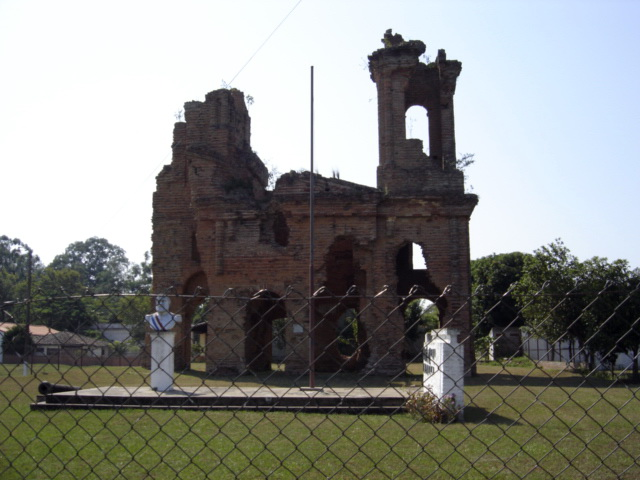
Iglesia de San Carlos Borromeo en Humaitá, Paraguay.

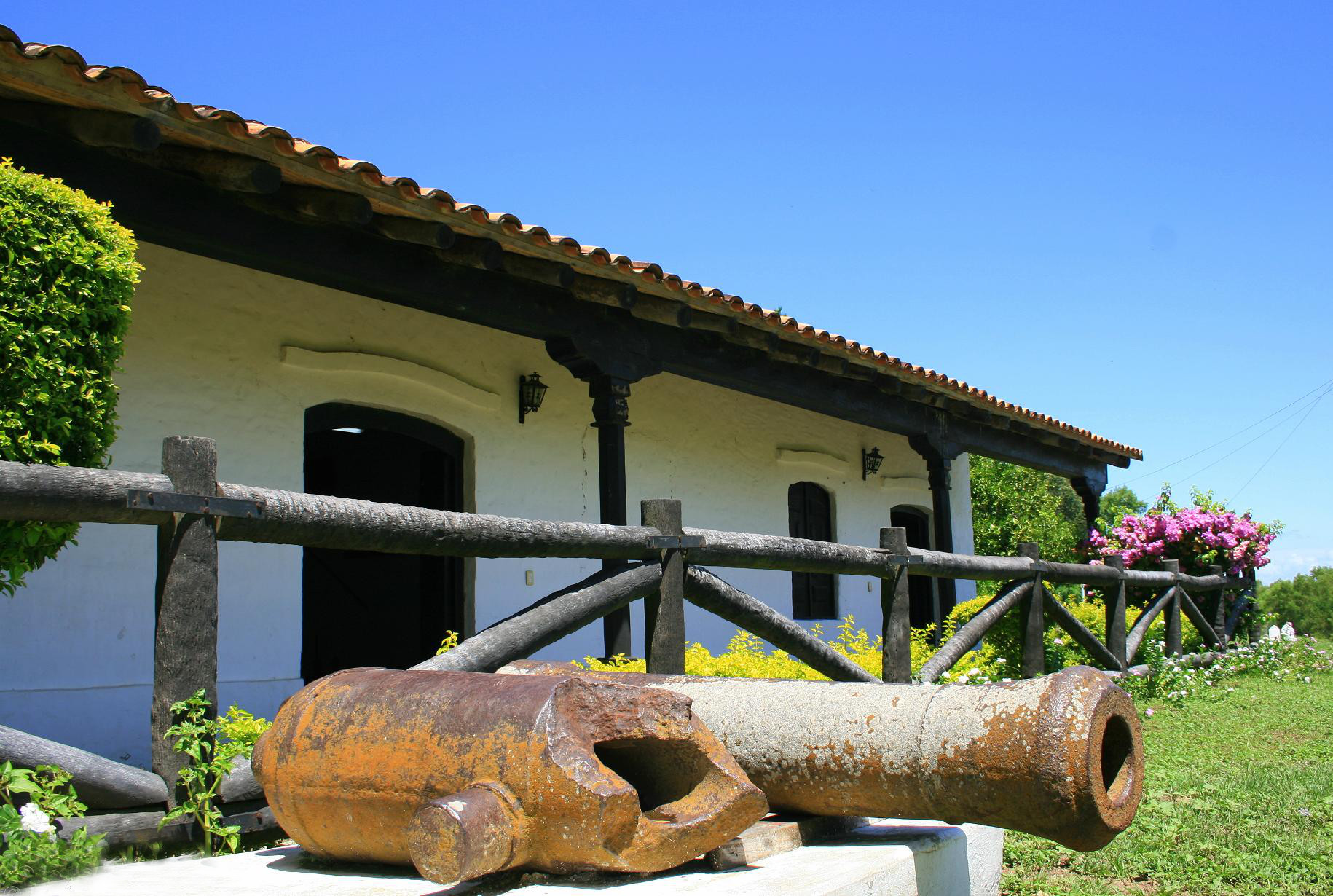
Cuartel de López.

Estratégicamente ubicada, dominando una pronunciada curva del curso del río, constituíase en una serie de defensas, tanto por el lado de la tierra como por el lado del río. Además de los muros y casamatas pesadamente artilladas, contaba con cuarteles de tropa y de oficiales, depósitos de municiones - de boca y de guerra -, oficinas, iglesia, cementerios y campos de pastaje en el área circundante, protegida por kilómetros de trincheras. En el lecho del río, minas y tres gruesas cadenas de hierro, impedían la navegación en aquel trecho dominado por la fortaleza.
La fortaleza contaba de 12 baterías con un total de 110 piezas de artillería y otras 40 piezas en el perímetro fortificado de 8 km. 
Cuartel general y centro del poder militar de Solano López, este poderoso complejo defensivo, en su núcleo, estaba artillado por el lado del río con más de ochenta piezas, y por el lado de tierra, por cerca de cien. Cruzaba fuegos con el Reducto Cierva, en el lado opuesto del río.
Comandaba Humaitá el coronel Paulino Alén, secundado por los oficiales de artillería coronel Francisco J. Martínez y comandantes Pedro Gill, Remigio Cabral y Pedro Hermosa, quienes serían responsables directos de las baterías. 
Después de haber detenido el avance de las fuerzas aliadas por casi dos años entre 1866 y 1868, víctimas de la insalubridad de la región, por los ataques paraguayos a la vanguardia de las fuerzas y por la inacción, a partir de 1867 bajo la orientación del Marqués de Caxias (1803-1880), la posición fue flanqueada y aislada, lo que fue conseguido por las tropas aliadas con la conquista de Tahí (2 de noviembre de 1867), rompiendo las comunicaciones fluviales y por tierra de Humaitá con la capital. 
Fue finalmente atacada por las fuerzas del 3.º Cuerpo del Ejército brasileño al mando del mariscal de campo Manuel Luis Osorio (1808-1879), rechazadas en los ataques del 21 de marzo y del 16 de julio de 1868. Esa noche el mariscal Osorio atacó el Reducto de San Solano ubicado al norte de Humaitá, que se hallaba defendido por el coronel Pedro Hermosa con una pequeña guarnición paraguaya que contaba con 46 cañones. Los brasileños emplearon 12.000 hombres en el ataque (2 divisiones de Infantería, 1 Cuerpo de Caballería, 1 Brigada de Artillería y 1 Batallón de Ingeniería) pero fueron rechazados con cerca de 3000 bajas.
Abandonada la fortaleza por las fuerzas paraguayas, fue ocupada por las brasileñas el 25 de julio de 1868 y utilizada como base de operaciones de campaña.
Actualmente se conservan las ruinas de la iglesia de San Carlos Borromeo (que había sido inaugurada por Carlos A. López el 1 de enero de 1861) destruida en la época por la artillería aliada.
En el Museo Histórico de la ciudad, instalado en el edificio que fue utilizado como cuartel por Solano López, se encuentran diversas piezas relativas al conflicto.
Recientemente La Asociación Cultural Manduara ha presentado un trabajo en el cual se puede visualizar una reconstrucción en 3D de la Iglesia de San Carlos Borromeo de Humaitá, dicho trabajo se logró gracias al Arquitecto Mateo Nakayama y su hermano, Eduardo Nakayama, quien proporcionó los datos históricos.